# Anagyrus securicornis
Anagyrus securicornis is een vliesvleugelig insect uit de familie Encyrtidae. De wetenschappelijke naam is voor het eerst geldig gepubliceerd in 1953 door Domenichini.